# Carabus lafertei
Carabus (Neoplectes) lafertei — вид жужелиц рода Carabus, подрода Neoplectes, эндемичный для центральной и западной Грузии.

## Синонимы
- refulgens (Chaudoir, 1846)
- nigrocyaneus (Kraatz, 1877)
- nigrovirescens (Reitter, 1889)

## Систематика
C. lafertei по внешнему виду напоминает C. schaudoirianus, от которого отличается строением эндофаллуса. От C. ibericus так же отличается строением гениталий самцов и внешним видом. От других видов так же отличается строением эндофаллуса и отделен от них географически. Ниже приводится сравнительная таблица между близкими видами.

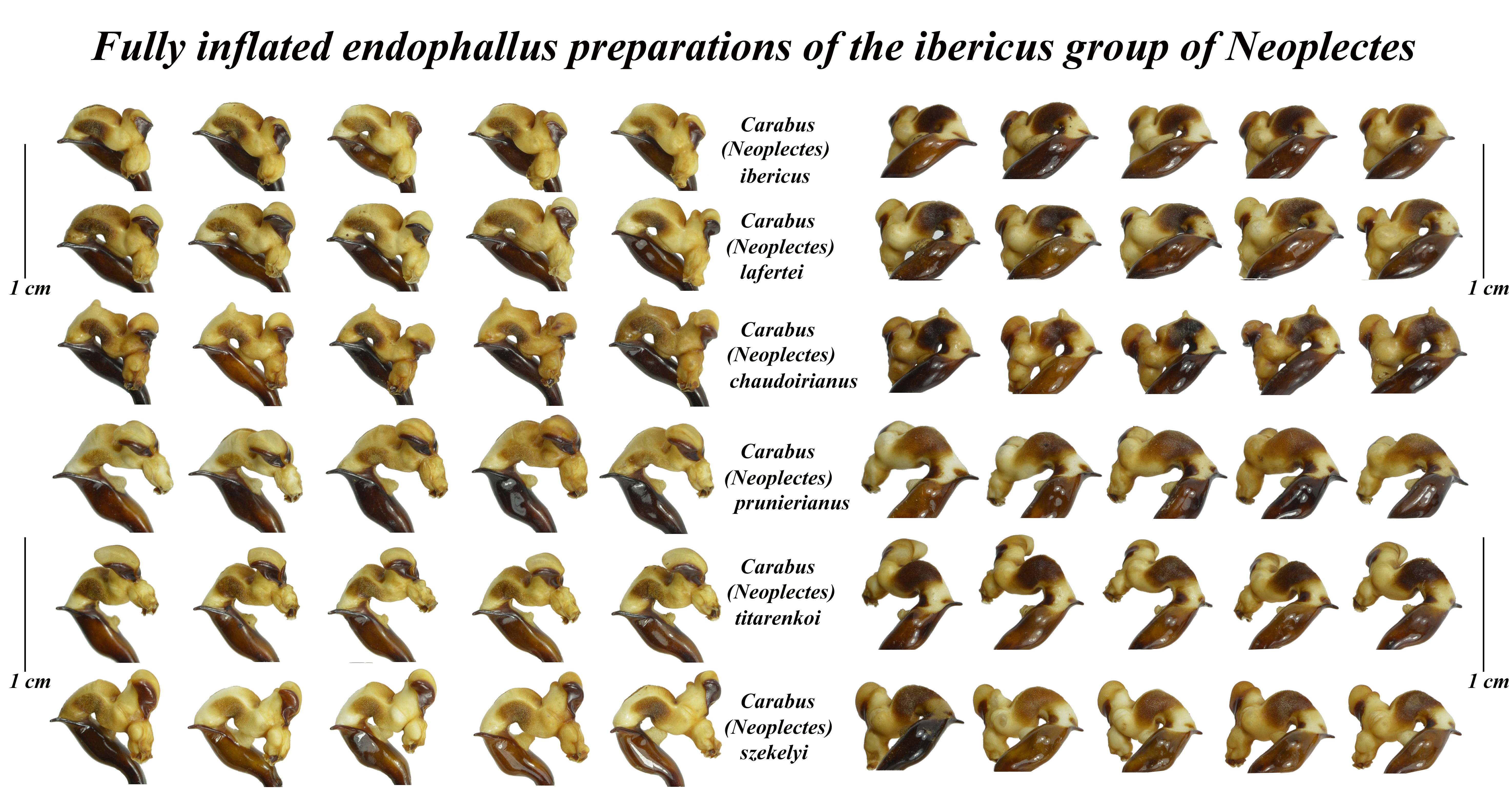
Сравнительная таблица строения эндофаллуса группы «Neoplectes ibericus»

## Подвиды
ssp. lafertei (Chaudoir, 1846, 1846)
Типовое место: Abastumani vill. env..
ssp. montreuilianus (Deuve, 2015)
Типовое место: Tukmatash pass env..

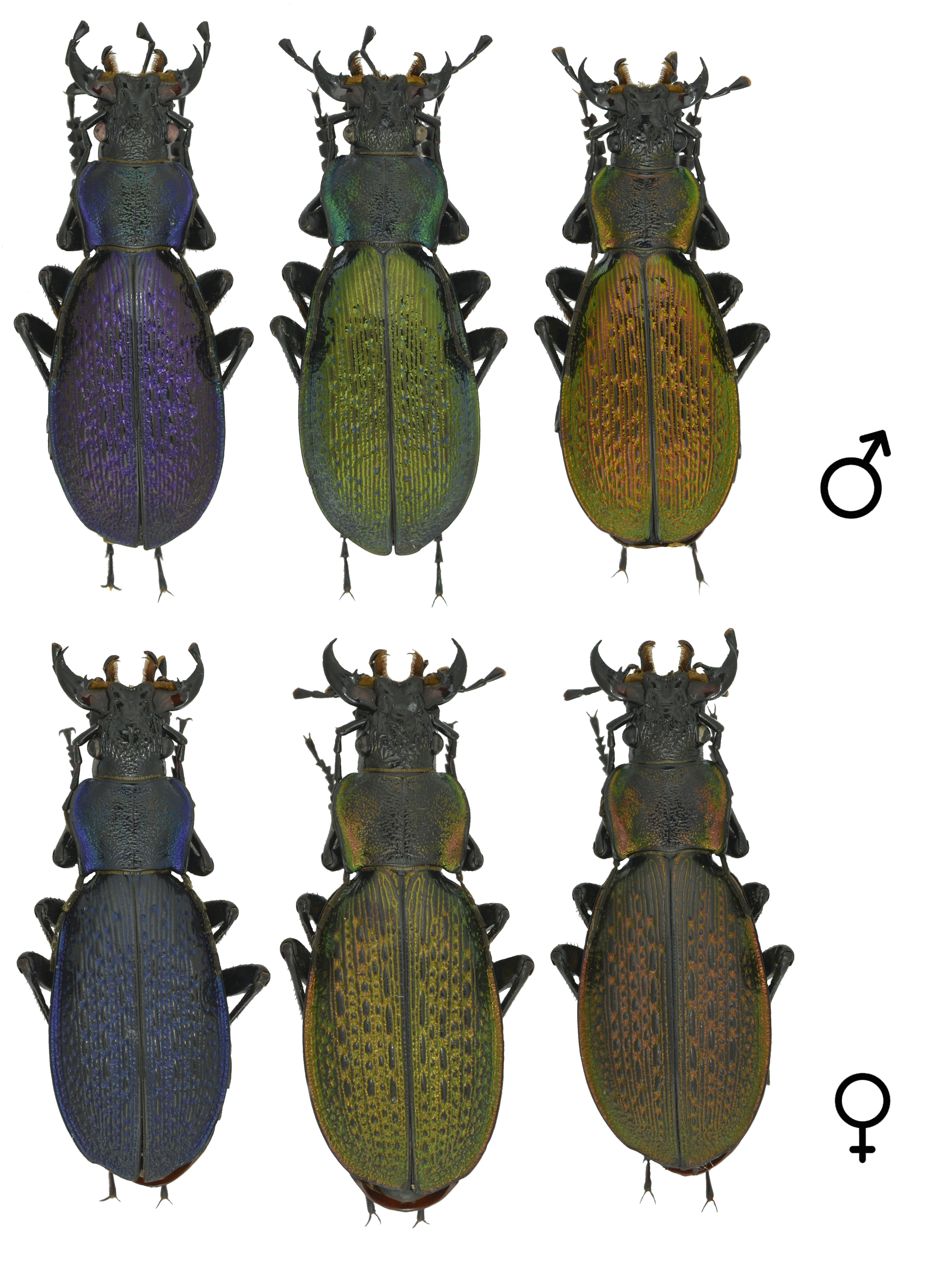
Carabus lafertei lafertei

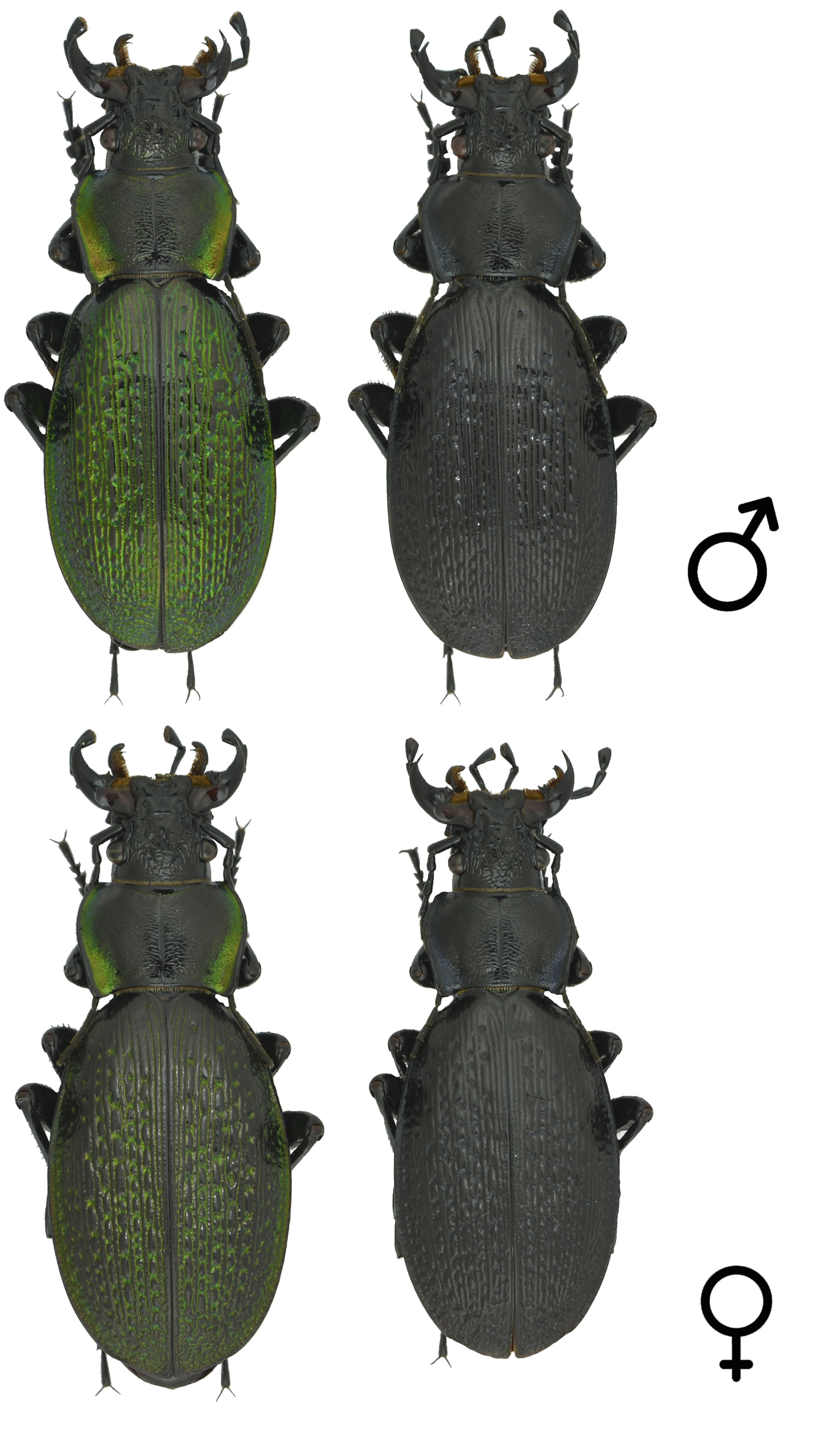
Carabus lafertei mountreuilianus

Между собой подвиды четко разделены географически большой рекой — Кура..

## Ареал
Вид распространен в центральной и западной части республики Грузия, в восточной и центральной части Аджаро-Имеретинского (Месхетского) хребта, насеверных склонах Триалетского хребта и Джавахетского нагорья.

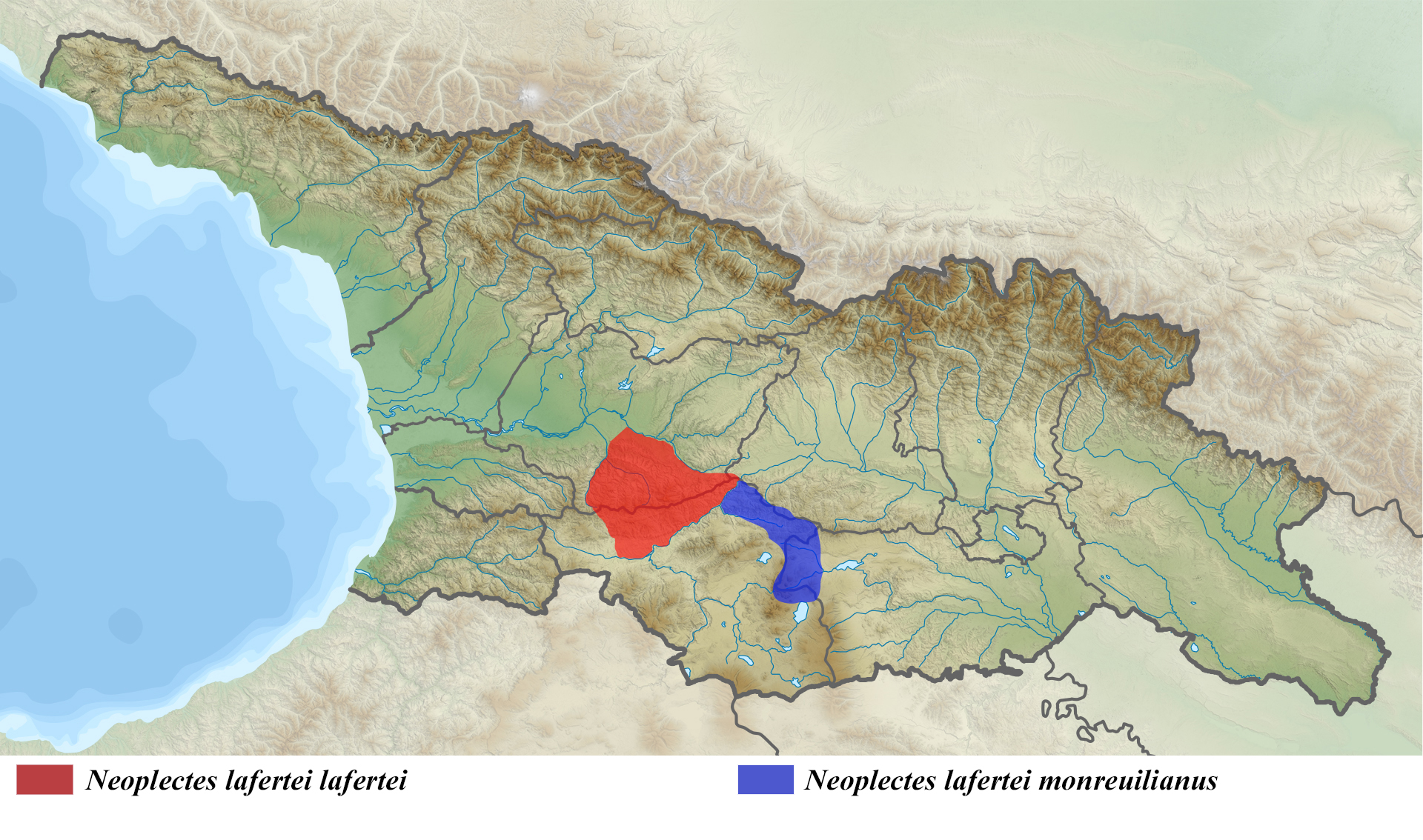
Карта распространения Carabus (Neoplectes) lafertei

## Особенности экологии
Вид обитает от высоты 600 метров над уровнем моря, поднимаясь до высоты 2300 метров над уровнем моря. Имаго активны с момента таяния снега.